# Stazione di Molfetta
La stazione di Molfetta è una stazione ferroviaria posta sulla linea Adriatica a servizio del centro abitato di Molfetta.

## Strutture e impianti
I binari 1 e 3 sono passanti e vi si fermano rispettivamente i treni diretti a Bari/Lecce e Foggia/Bologna. Il binario 2 non è dotato di banchina ed è utilizzato per precedenze per treni merci; è inoltre presente un ulteriore binario tronco, denominato appunto 1 tronco, dotato di banchina, ma al momento non viene più utilizzato. Le banchine dei binari 1 e 3 sono collegati tra loro da un sottopassaggio, con ingresso pure dal retro della stazione.
L'edificio di stazione si affaccia su piazza Aldo Moro. Il corpo centrale è dotato di primo piano sulla cui sommità è posto il tipico orologio. Il piano terra del corpo centrale che ospita la biglietteria si apre sulla piazza con porte ad archi e presenta delle volte a crociera. I due corpi laterali ospitano l'edicola, il bar, la sala d'attesa e il circolo dopolavoro.

## Movimento
La stazione è servita dai treni regionali e Regionali Veloci operati da Trenitalia, anche nel contesto del servizio ferroviario metropolitano di Bari, svolto nell'ambito del contratto di servizio stipulato con la Regione Puglia. Fermano inoltre alcuni collegamenti a lunga percorrenza svolti sia dalla stessa Trenitalia sia da NTV.

## Servizi
La stazione dispone di:
- Biglietteria a sportello
- Biglietteria automatica
- Sala d'attesa
- Servizi igienici
- Bar
- Edicola

## Interscambi
Nel piazzale antistante la stazione vi sono le fermate delle autolinee urbane.
- Fermata autobus